# Viktor Kassai
Viktor Kassai (Tatabánya, 10 settembre 1975) è un arbitro di calcio ungherese.

## Carriera
Arbitro internazionale dal 2003, è stato selezionato per il Mondiale U-20 del 2007 in Canada, dove ha arbitrato le partite della fase a gironi Brasile - Corea del Sud e Argentina - Corea del Nord.
Designato come quarto ufficiale per Euro 2008, nel 2008 è stato designato per i torneo di calcio ai giochi olimpici di Pechino dove ha arbitrato il 10 agosto a Shanghai Argentina - Australia (1:0) della fase a gironi e, il 23 agosto, a Pechino la finale per la medaglia d'oro Nigeria - Argentina (0:1).
Nell'ottobre del 2009 viene chiamato a dirigere l'andata dello spareggio per l'accesso ai Mondiali 2010 tra Bahrein e Nuova Zelanda, e successivamente giunge la convocazione per il Mondiale Under 17 in Nigeria. È ufficialmente selezionato per i Mondiali di calcio in Sudafrica nel 2010, dove dirige quattro partite: Brasile-Corea del Nord, Messico-Uruguay, l'ottavo di finale USA-Ghana e la semifinale Germania-Spagna.
Il 28 maggio 2011 ha diretto la finale di Champions League 2011 a Londra, tra Barcellona e Manchester United, diventando così il più giovane arbitro della storia ad aver diretto l'atto conclusivo della più importante competizione europea per club.
Nel novembre 2011 è designato per dirigere una delle partite di andata degli spareggi per l'accesso a Euro 2012, il match tra Estonia e Irlanda. Nel dicembre 2011 viene selezionato ufficialmente per gli Europei di calcio del 2012 in Polonia ed Ucraina. Il 13 gennaio 2012 viene eletto dalla IFFHS come miglior arbitro dell'anno relativamente al 2011, e nell'aprile 2012 viene inserito dalla FIFA in una lista di 52 arbitri preselezionati per i Mondiali 2014.
Agli Europei 2012 è stato designato per dirigere Italia-Spagna e Ucraina-Inghilterra. Nella seconda gara l'arbitro di porta István Vad non convalida un gol fantasma ucraino e per questo la cinquina arbitrale viene esclusa dal prosieguo del torneo al termine della fase a gruppi, assieme ad altri tre fischietti. Nel gennaio 2013, su invito della confederazione asiatica, prende parte alla Coppa delle Nazioni del Golfo 2013. Nel giugno del 2013 è selezionato dalla FIFA per prendere parte ai Mondiali Under 20 in Turchia, dove dirige due partite della fase a gironi.
Dal mese di giugno del 2013 è arbitro professionista a tempo pieno, al servizio della federazione ungherese, regolarmente stipendiato per l'attività svolta: accantona così definitivamente la sua seconda occupazione di agente di viaggio. Nel novembre 2013 è designato dalla commissione arbitrale FIFA per dirigere l'andata dello spareggio intercontinentale per l'accesso ai mondiali 2014 tra Messico e Nuova Zelanda, in programma il 13 novembre 2013 a Città del Messico. Nel gennaio 2014 non rientra nel novero degli arbitri selezionati per Brasile 2014, venendo così eliminato al taglio finale.
Il 15 dicembre 2015 viene ufficialmente selezionato per gli europei del 2016 in Francia. L'8 giugno 2016 viene ufficializzata la sua designazione ad arbitro della gara inaugurale dell'Europeo, il match fra i francesi e la Romania. Ulteriori designazioni il 17 giugno per il match Italia-Svezia e il 2 luglio per Germania-Italia, quarto di finale.
Nel dicembre 2016 è selezionato dalla FIFA in vista della Coppa del mondo per club FIFA 2016, manifestazione in cui dirige dapprima un quarto di finale, e successivamente una semifinale. Quest'ultima tra i colombiani dell'Atlético Nacional e i giapponesi del Kashima Antlers. In tale partita, il fischietto magiaro entra nella storia, perché viene fischiato il primo rigore in campo con l'utilizzo della tecnologia VAR. Nell'aprile 2017 viene resa nota dalla FIFA la sua convocazione al Mondiale Under 20, in programma tra maggio e giugno 2017 in Corea del Sud.